# Tifnout
 (décembre 2023).
La mise en forme du texte ne suit pas les recommandations de Wikipédia : il faut le « wikifier ».
Les points d'amélioration suivants sont les cas les plus fréquents. Le détail des points à revoir est peut-être précisé sur la page de discussion.
- Les titres sont pré-formatés par le logiciel. Ils ne sont ni en capitales, ni en gras.
- Le texte ne doit pas être écrit en capitales (les noms de famille non plus), ni en gras, ni en italique, ni en « petit »…
- Le gras n'est utilisé que pour surligner le titre de l'article dans l'introduction, une seule fois.
- L'italique est rarement utilisé : mots en langue étrangère, titres d'œuvres, noms de bateaux, etc.
- Les citations ne sont pas en italique mais en corps de texte normal. Elles sont entourées par des guillemets français : « et ».
- Les listes à puces sont à éviter, des paragraphes rédigés étant largement préférés. Les tableaux sont à réserver à la présentation de données structurées (résultats, etc.).
- Les appels de note de bas de page (petits chiffres en exposant, introduits par l'outil «  Source ») sont à placer entre la fin de phrase et le point final[comme ça].
- Les liens internes (vers d'autres articles de Wikipédia) sont à choisir avec parcimonie. Créez des liens vers des articles approfondissant le sujet. Les termes génériques sans rapport avec le sujet sont à éviter, ainsi que les répétitions de liens vers un même terme.
- Les liens externes sont à placer uniquement dans une section « Liens externes », à la fin de l'article. Ces liens sont à choisir avec parcimonie suivant les règles définies. Si un lien sert de source à l'article, son insertion dans le texte est à faire par les notes de bas de page.
- La présentation des références doit suivre les conventions bibliographiques. Il est recommandé d'utiliser les modèles {{Ouvrage}}, {{Chapitre}}, {{Article}}, {{Lien web}} et/ou {{Bibliographie}}. Le mode d'édition visuel peut mettre en forme automatiquement les références.
- Insérer une infobox (cadre d'informations à droite) n'est pas obligatoire pour parachever la mise en page.

Pour une aide détaillée, merci de consulter Aide:Wikification.
Si vous pensez que ces points ont été résolus, vous pouvez retirer ce bandeau et améliorer la mise en forme d'un autre article.
 (décembre 2023).
Tifnout est une région du Haut Atlas, située dans la vallée de Tifnout, à l'est du montagne Toubkal, dans la province de Taroudant, Souss-Massa, au sud-ouest du Maroc.
Tifnout signifie en chleuh « Très belle ». La région de Tifnout est habitée par la tribu berbère des Ait Tifnout. 
Tifnout est divisée en trois communes rurales ( Ahl Tifnout, Iguidi, Toubkal ).

## Tourisme
Les zones touristiques de la région comprennent Lac Ifni, Montagne du Toubkal, Ouanoukrim, Montagne n Tarourt et Vallée de Tifnout dans le Parc National du Toubkal.

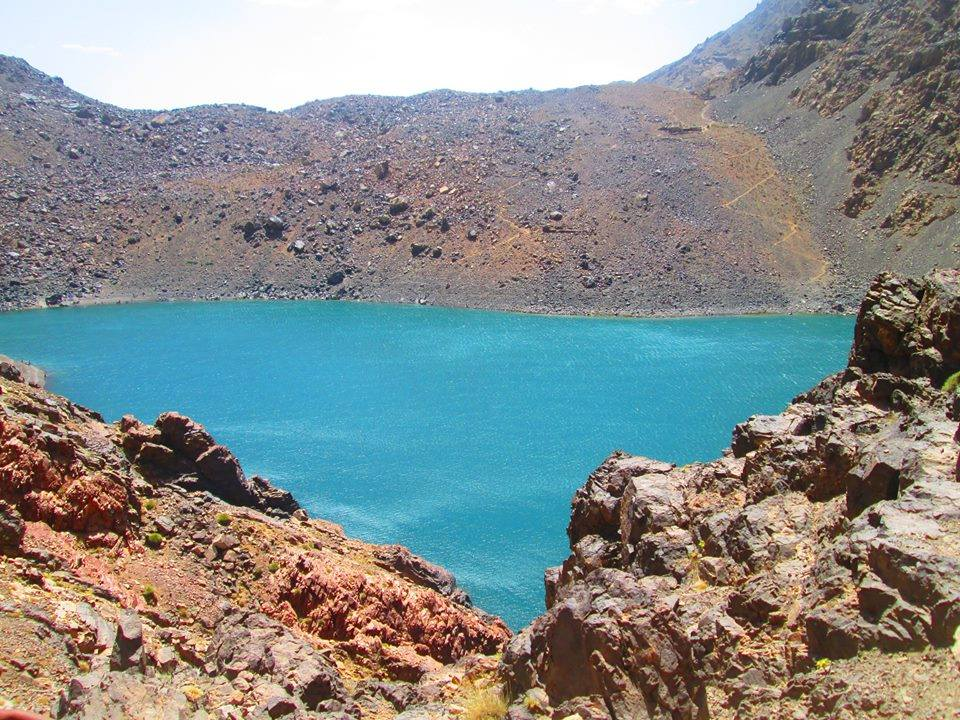
Lac Ifni "Lac Tifnout" - Tifnout

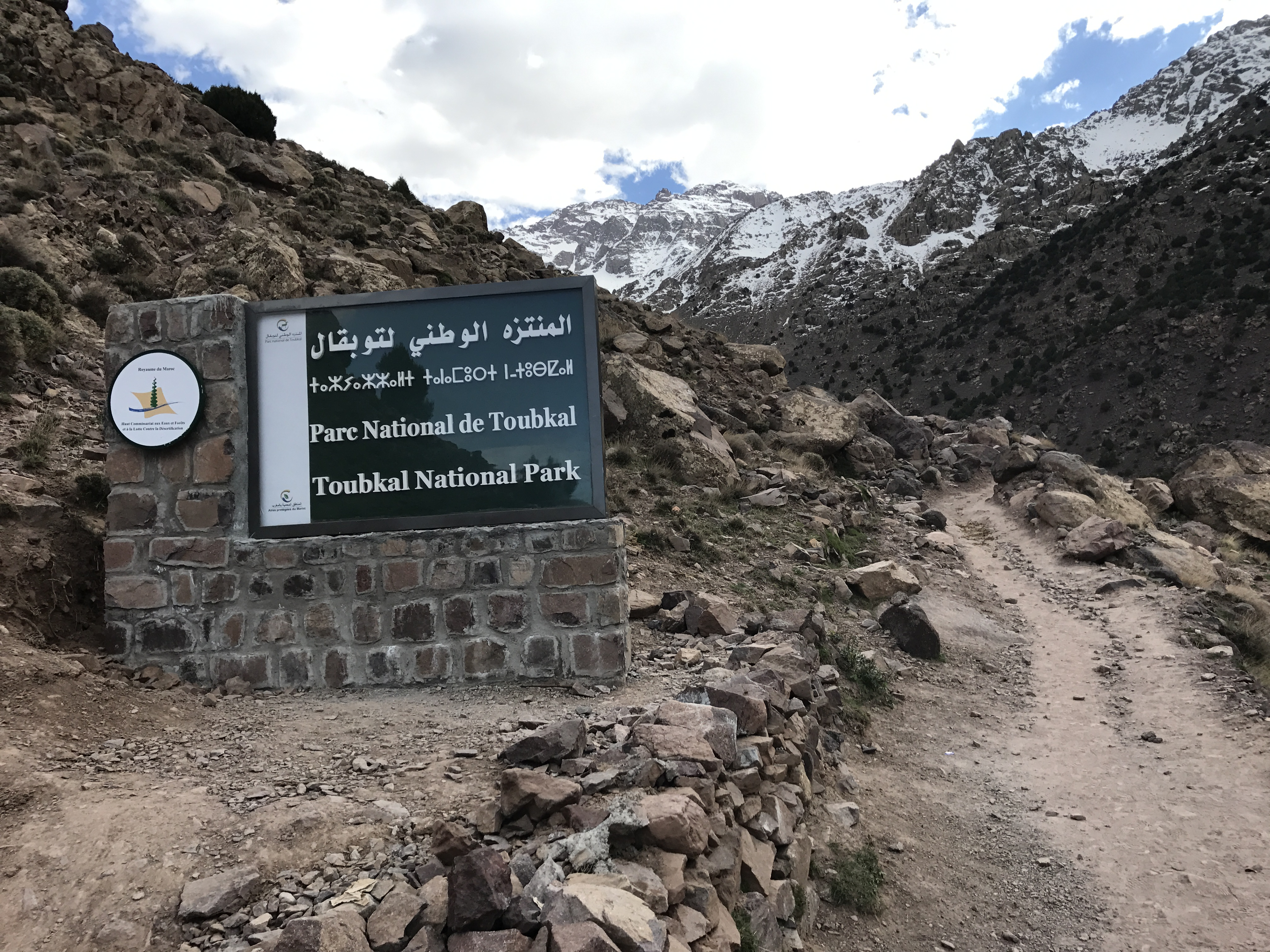
Parc National du Toubkal

Au sud du parc national du Toubkal, le montagne Adrar N'Dern s'élève à 4 001m culmine au sud-est de Jbel Toubkal dans le Haut Atlas occidental.

## Les villes de Tifnout
La région de Tifnout est divisée en trois communes rurales ( Ahl Tifnout, Iguidi, Toubkal ) et ces communes contiennent de nombreuses petites villes :
| Commune de Toubkal | Commune d'Iguidi | Commune d'Ahl Tifnout |
| --- | --- | --- |
| 1- Imlil 2-Ouaounzourte 3- Alemkal 4- Tagnite 5- Mzguimnate 6- Talmiresalte 7- Andod 8- Tizoual 9- Agadir N'Mehamed 10-Amsouzart 11- Ibrouane 12- Takatert 13- Tiskan 14- Aït Igran 15- Iguanoudine 16- Tamzguine 17- Aguerzrane 18- Tisselday(missour) 19- Zawyte 20- Almawdi 21- Azrou N'Toubkal 22- Tasseloumté 23- Talmelste 24-Adad 25- Tamsoulte 26- Tikchedren 27- Tigmi n igran 28- Larbaâ 29- Tgount 30-Afza | 1-Imourekhesan 2- Timyaline 3- Tangramt 4- Agella 5- Ougouguen 6- Tigroute 7- Amzaourou 8- Aït Maad 9- Tifkilt 10-Assaka Wizguer 11- Ighebli 12- Anérouy 13- Aghefzli 14- Igli 15- Aghélad 16- Tamsoulte 17- Mézi 18- Tighariwine 19- Iguidi ㅤ | 1-Assarag 2- Anmi 3- Tanmitert 4-Amzerkou 5- Tizoukhine 6- Imin Ouamoumen 7- Ikis 8- Tirirte 9-Azro 10- Tagadirt N'Id Hammou 11- Takaterté 12- Izaken 13- Arg 14- Ighil 15- Tamsoulte 16- Tiqi 17- Anmitr 18-Tamgote 19-Tayzlt ㅤㅤㅤㅤ ㅤ |

## Voir également
- Ahl Tifnoute
- Toubkal (commune)
- Iguidi
- Parc National du Toubkal

1. ↑  « Tifnoute Valley - Trekking », Explore Agadir Souss Massa, 12 février 2020
2. ↑  « Adrar N'Dern - Trekking in High Atlas », Explore Agadir Souss Massa, 12 février 2020
3. ↑  « Caractéristiques de la population RGPH 2014 : Province Taroudannt », The Haut Commissariat au Plan